# Cmus
cmus je zvukový přehrávač pro operační systémy unixového typu. Má textové uživatelské rozhraní vytvořené pomocí knihovny ncurses a tedy nevyžaduje instalaci X Window System ani jiného grafického uživatelského rozhraní. Napsaný je v Céčku a uvolněný je pod licencí GNU GPL; jedná se tedy o svobodný software.
Mezi podporované zvukové formáty patří Ogg Vorbis, MP3, FLAC, Musepack, WavPack, Wav, MPEG-4/AAC, ALAC, WMA, APE, TTA, SHN a MOD.
Jeho funkčnost byla odzkoušena na řadě konkrétních operačních systémů, mj. Linuxu, macOSu, FreeBSD, NetBSD, OpenBSD, Cygwinu a OpenWrt.
V rámci linuxových zvukových přehrávačů pro textový režim jsou jeho konkurenty MOC a mp3blaster.